# Грамотное
Грамотное (укр. Грамотне) — село в Белоберёзской сельской общине Верховинского района Ивано-Франковской области Украины.
Население по переписи 2001 года составляло 371 человек. Занимает площадь 3 км². Почтовый индекс — 78737. Телефонный код — 03432.